# Kinpusen-ji

Le Kinpusen-ji (金峯山寺) est le principal temple de la shugendō. Il se trouve dans la ville de Yoshino sur le mont Yoshino, dans la préfecture de Nara au Japon.

## Histoire
Kinpusen-ji a été fondé durant la seconde moitié du VIe siècle par En no Gyōja, créateur du shugendō, religion ascétique qui combine koshintō (shintoïsme antique), bouddhisme et croyances animistes et selon laquelle les croyants doivent vivre dans les régions montagneuses.
Cet endroit acquiert de l'importance durant l'époque Nanboku-chō car il est l'épicentre de la cour du Sud. Point important dans un ensemble de routes de pèlerinage bouddhistes, il devient aussi un temple bouddhiste.
En 2004, le temple est inscrit sur la liste du patrimoine mondial de l'UNESCO dans le cadre des « sites sacrés et chemins de pèlerinage dans les monts Kii ».

## Description
La porte des niō (二王門, Niō-mon) à l'entrée du temple est répertoriée trésor national du Japon. Le bâtiment principal du temple, appelé Zaōdō (蔵王堂), est la deuxième plus grande structure en bois du Japon après le Daibutsuden de Tōdai-ji, raison pour laquelle il est désigné trésor national du Japon. Le Zaōdō abrite trois grandes statues à la peau bleue de Zaō gongen (蔵王権現), première divinité protectrice des montagnes sacrées de la région de Yoshino, et l'une des plus importantes divinités du shugendō.
Parmi les autres bâtiments du temple, on trouve notamment les Aizendō (愛染堂), Kannondō (観音堂) et Itoku-tenmangū (威徳天満宮).

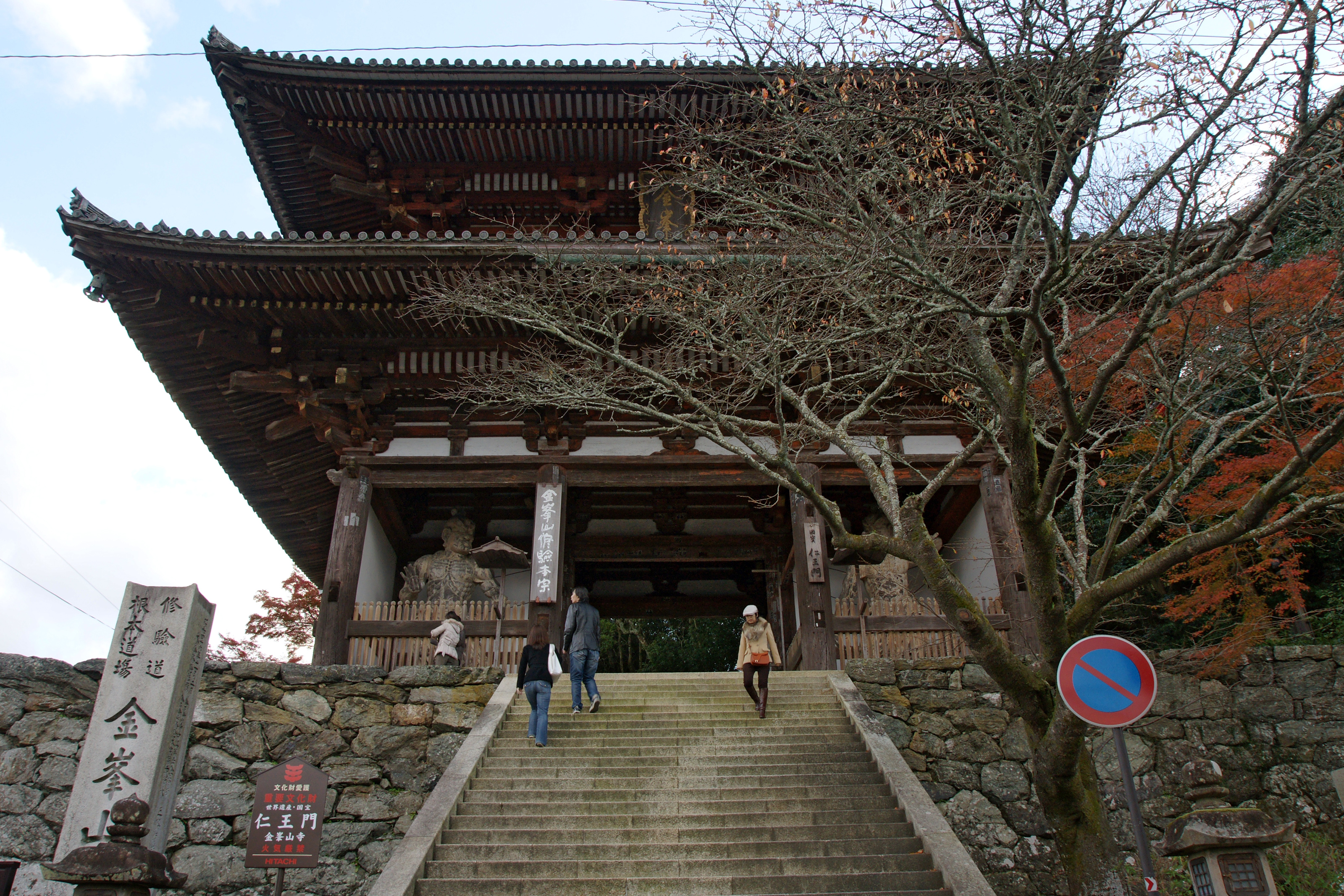
Porte des niō.
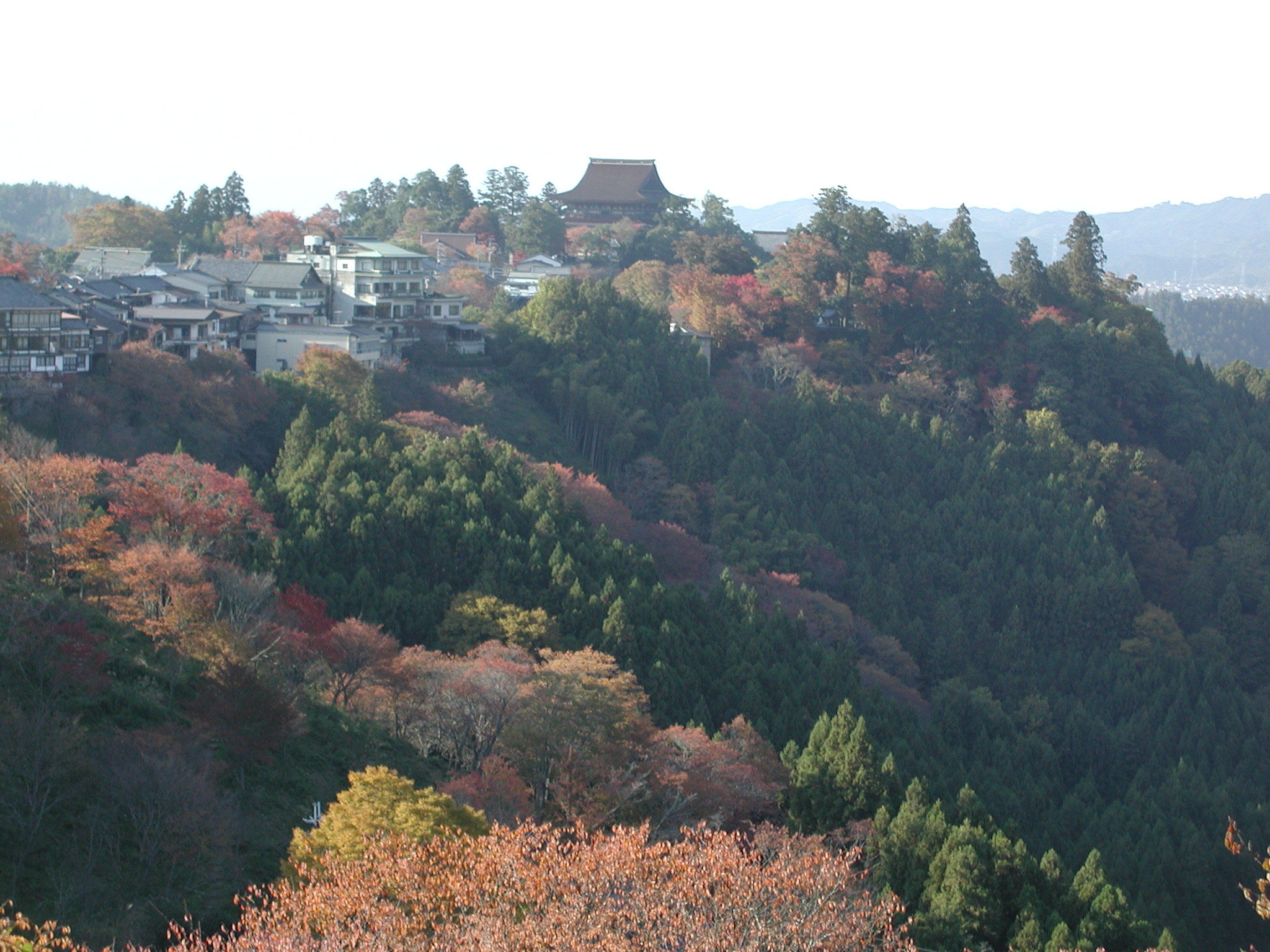
Zaō-dō.
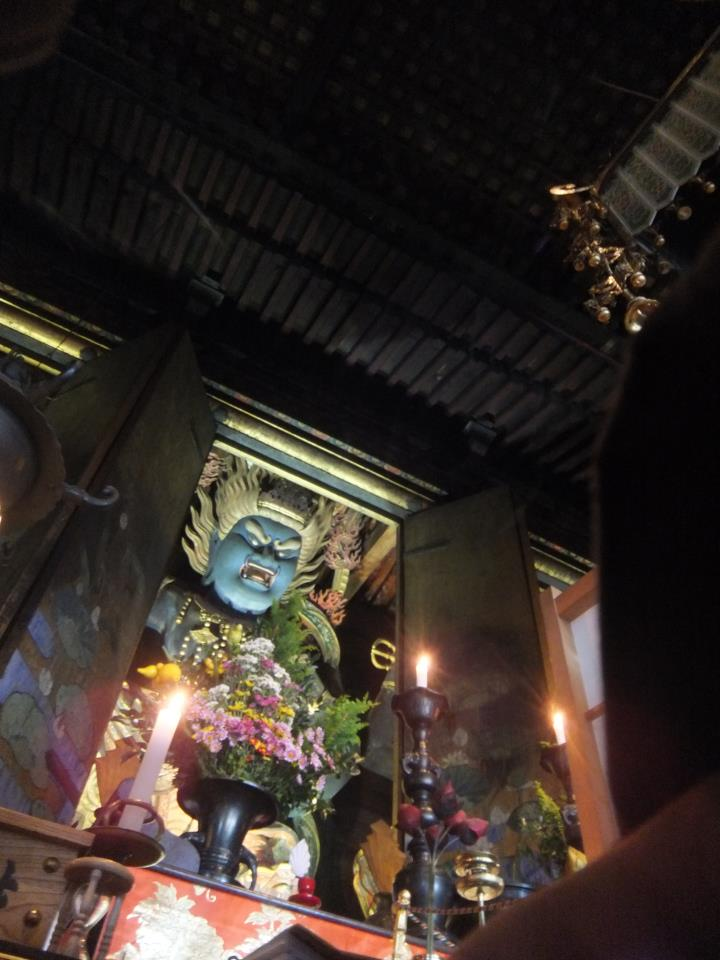
L'une des trois grandes statues de Zaō Gongen.
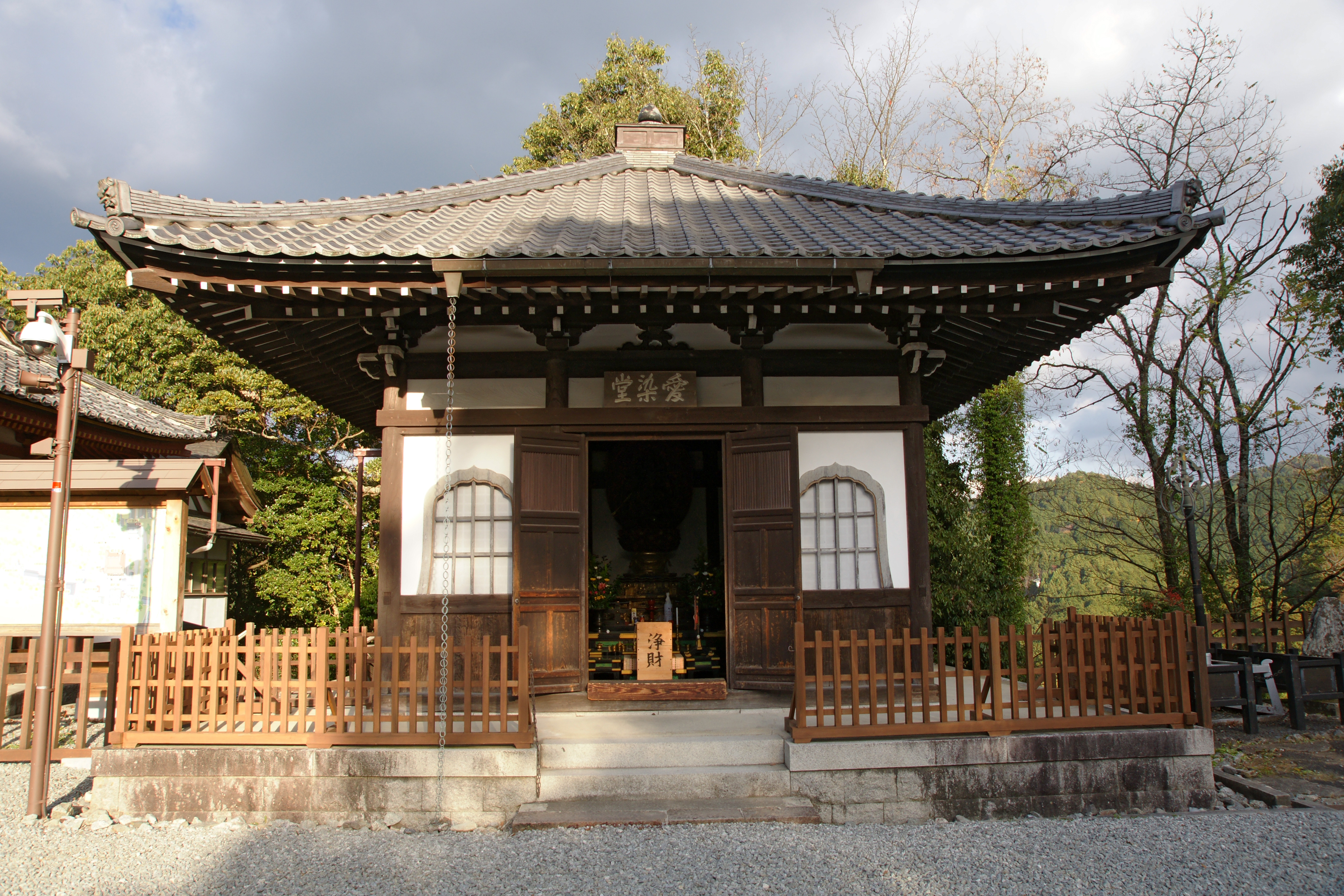
Aizendō.
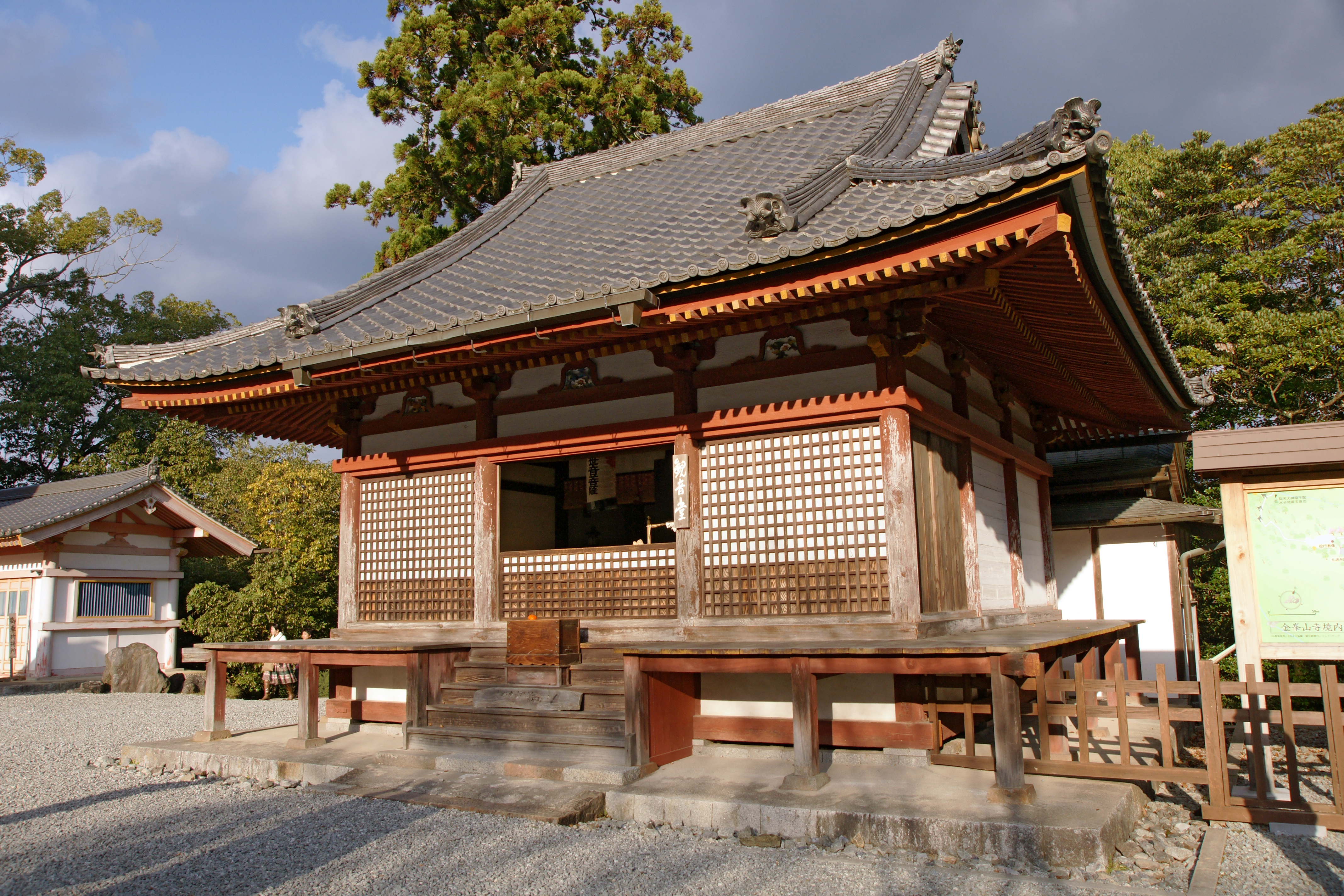
Kannondō.
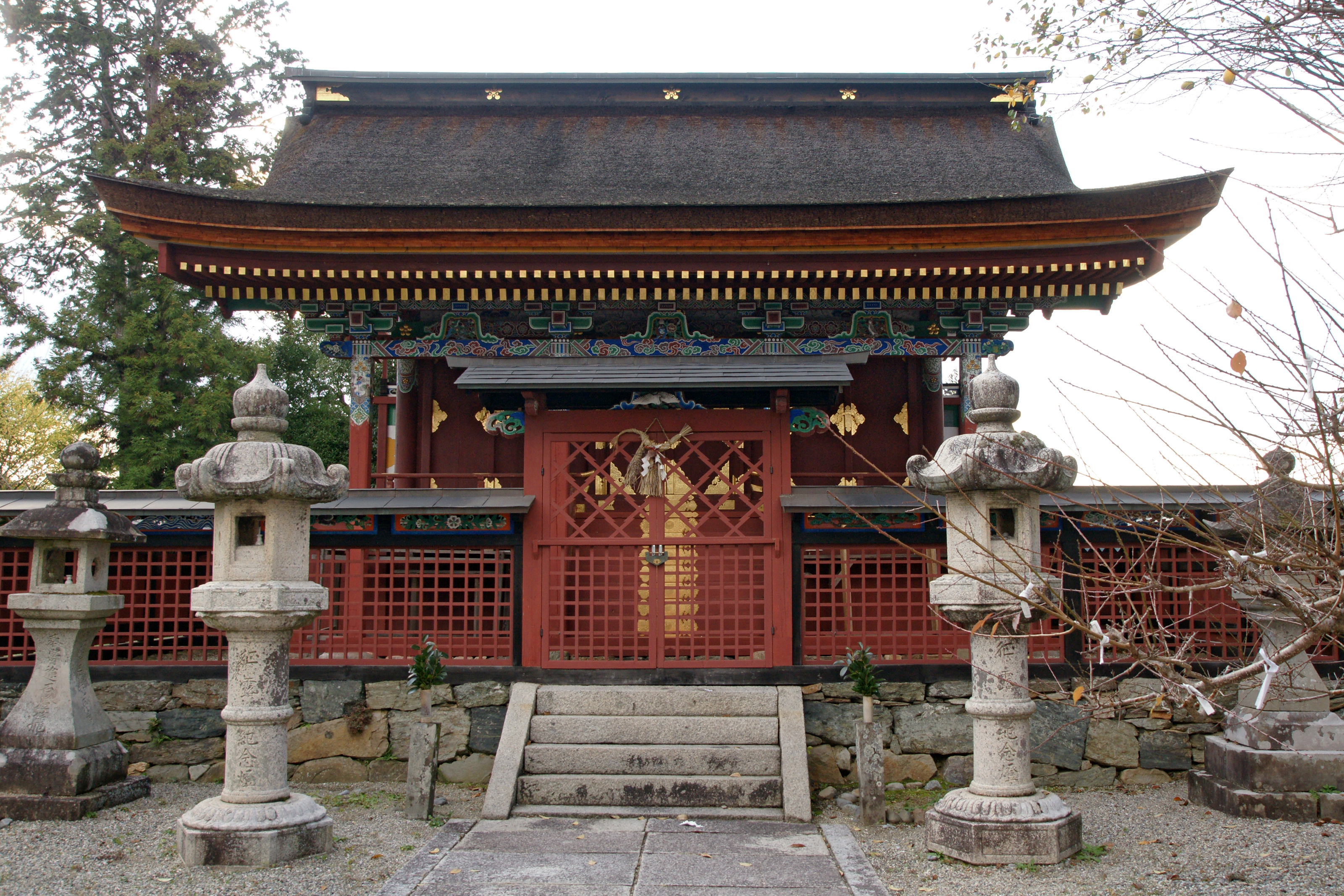
Itoku-tenmangū.
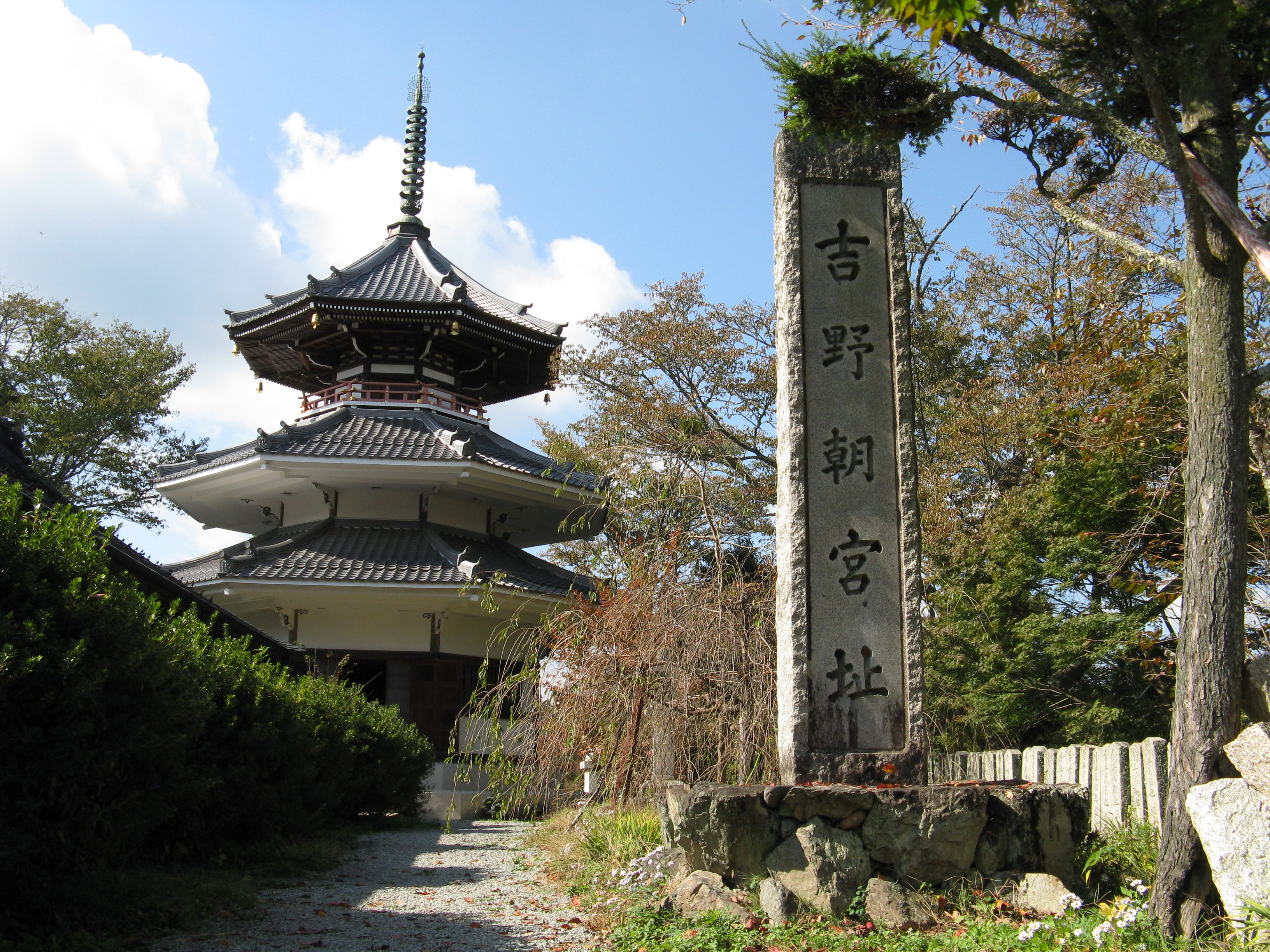
Nanchō Myōhōden.
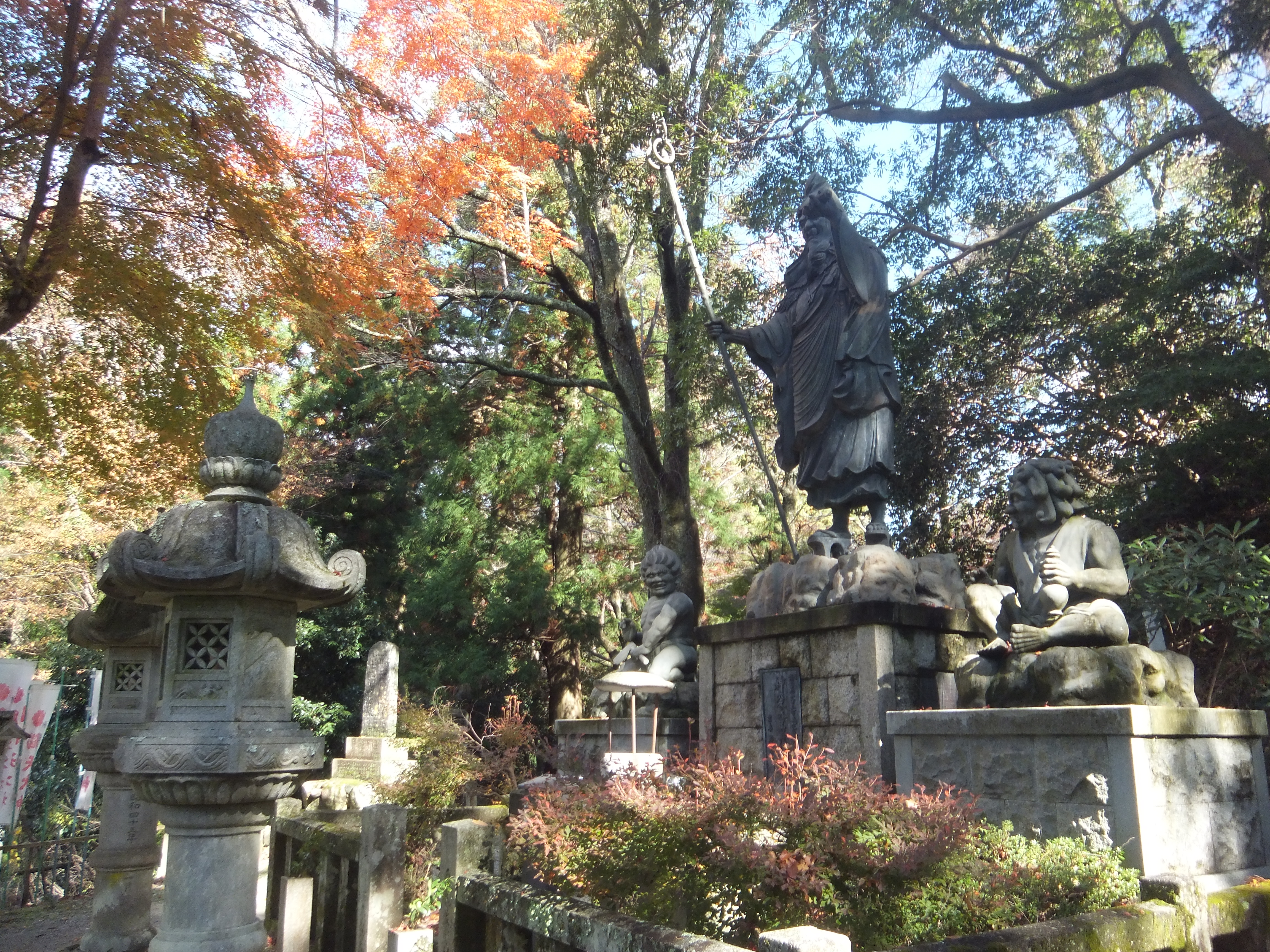
Statue d'En no Gyōja.
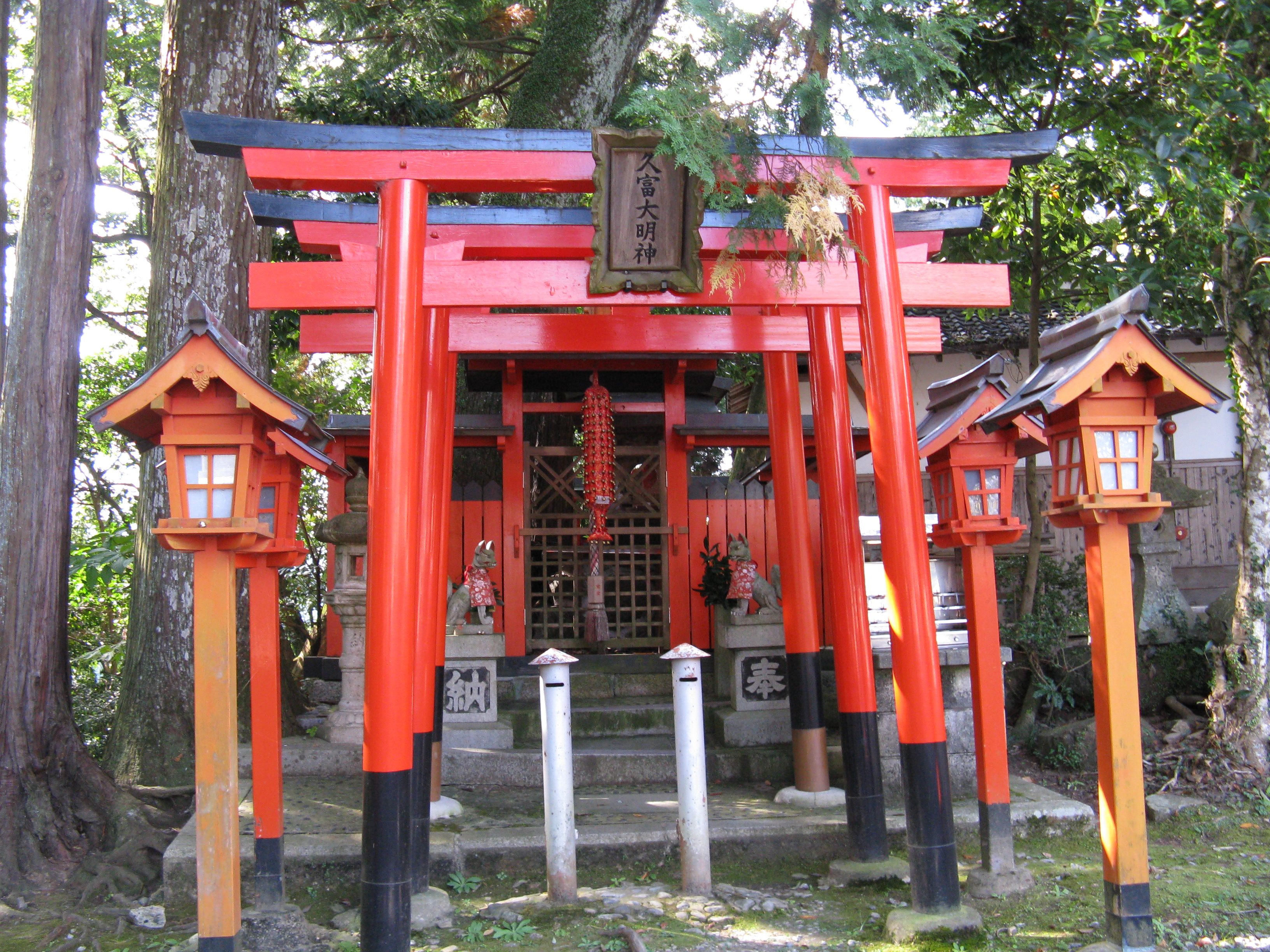
Sanctuaire adjoint dédié à Inari (divinité : Hisatomi Daimyōjin).
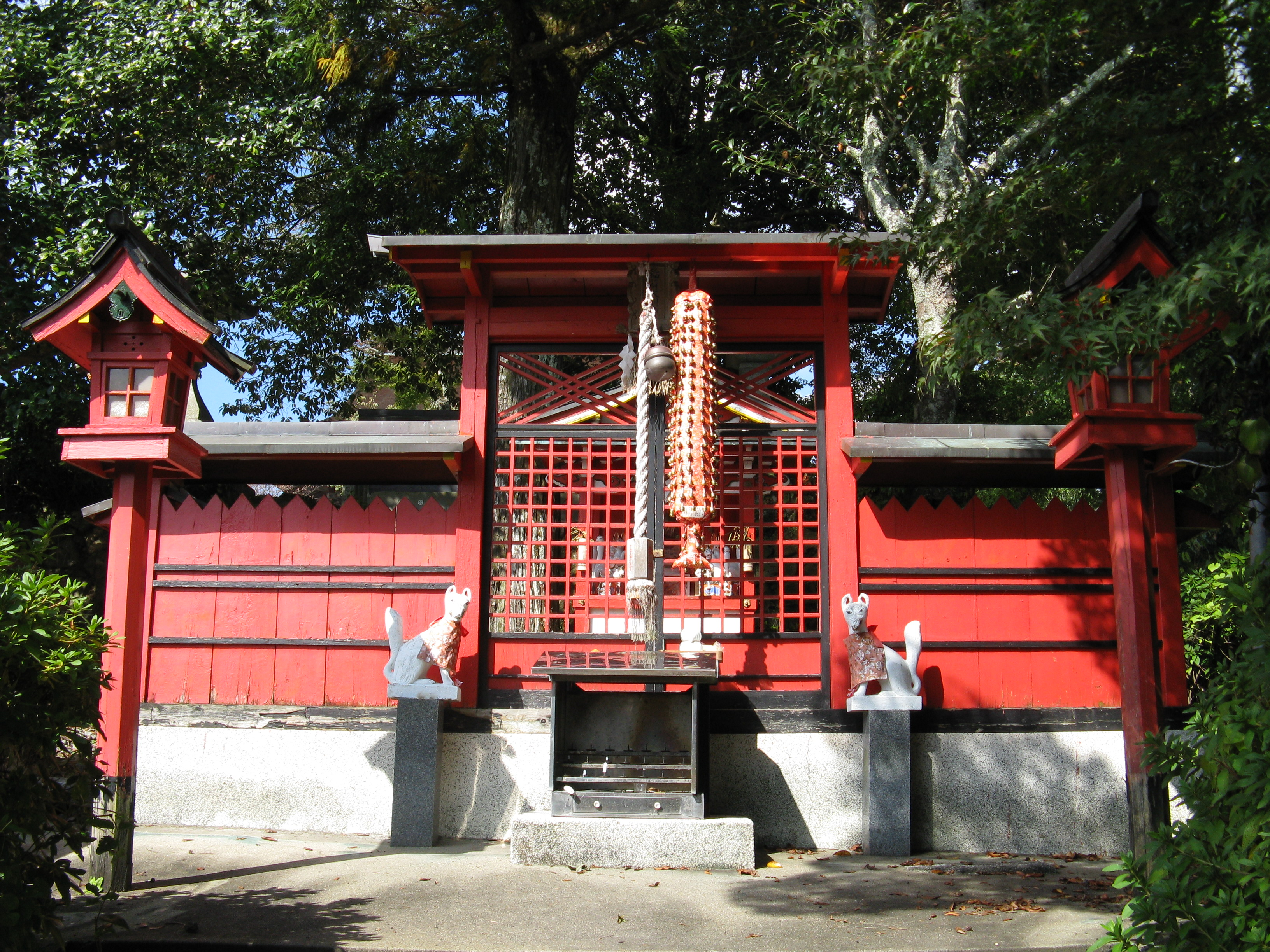
Sanctuaire d'Inari.